# Evangélikus Élet
Az Evangélikus Élet a Magyarországi Evangélikus Egyház kéthetente megjelenő színes magazinja. A 48 oldalas színes újság korábban fekete-fehér, majd színes hetilapként jelent meg. A Magyarországi Evangélikus Egyház Luther Kiadója adja ki, főszerkesztője Kézdi Beáta, korábbi főszerkesztője T. Pintér Károly.
Első lapszáma 1933. január 29-én jelent meg. 1933 és 1950 között az Országos Luther Szövetség adta ki, 1950 óta a Magyarországi Evangélikus Egyház, illetve központi intézményei: a Sajtóosztály, majd a Luther Kiadó. Első főszerkesztője Szántó Róbert Budapest-kelenföldi lelkész volt. 1944 októberétől 1948 novemberéig a lap nem jelenhetett meg, így a 70. évfolyamot 2005-ben adták csak ki.
Ma az Evangélikus Élet az egyetlen magyar nyelvű kéthetenként megjelenő evangélikus magazin, mely minden második hét csütörtökén jelenik meg, vasárnapi dátummal, 48 színes oldalon. Beszámol a legfontosabb egyházi eseményekről, fórumot biztosít az evangélikus egyházat és kereszténységet érintő kérdések megvitatására, igehirdetéseket, hitébresztő írásokat, publicisztikákat, interjúkat, riportokat , imádságot, gyermek-, egyházzenei és egyháztörténeti, valamint teológiai rovatot is tartalmaz.  Az ünnepi lapszámokban egy-egy oldalon német és szlovák nyelvű írások is olvashatók.

## Külső hivatkozások
- Az Evangélikus Élet internetes változata
- Az Evangélikus Élet újabb internetes változata lapozható lapszámokkal és az utóbbi öt évfolyam PDF-ben letölthető számaival
- A hetvenedik évfolyam jubileumi lapszáma a hetilap történetéről